# Ottilie Bayer
Ottilie Bayer (* 24. September 1848 in Erlangen; † 19. August 1913 in Schweinfurt) war eine deutsche Schriftstellerin.

## Leben
Sie kam 1848 als jüngste Tochter des Gymnasialprofessors Karl Bayer († 1883) zur Welt. Sie erhielt ihre Ausbildung zunächst ab 1857 in Hof und ab 1862 in Schweinfurt. Sie litt schon früh unter Neurosen. Ihre linke Hand war infolge einer Verbrennung verkrüppelt, doch wandte sie sich ungeachtet dessen 1894 dem Schreiben zu. Zu dem Zeitpunkt lebte sie allein in Schweinfurt, da ihre Geschwister und Eltern bereits verstorben waren. Bayer verstarb 1913 in Schweinfurt.
Sie verfasste christlich beeinflusste Werke: Neben Sachbüchern auf dem Gebiet der Krankenpflege und Hygiene schrieb sie auch belletristische Werke für Jugendliche sowie Volksbücher. Kleinere Veröffentlichungen wurden meist von christlichen Vereinen und Gesellschaften herausgegeben, zum Beispiel vom Hauptverein für christliche Erbauungsschriften und dem Christlichen Kunstverlag von Ernst Kaufmann in Konstanz. Einige ihrer Werke erschienen zudem in Zeitschriften; Erzählungen wie Die Holzhauersfamilie oder Die Macht der Liebe wurden noch bis in die 1930er-Jahre neu aufgelegt.

## Werke (Auswahl)
Sachbücher
- Wie ein Krankenzimmer eingerichtet sein soll. Literarisches Bureau, Rheinbach 1897.
- Tagebuch für Kranke. Betrachtungen und Gebete für alle Tage des Jahres. 1896.[1]
- Nierenleiden zu heilen durch psychische Behandlung und Hypnotismus. 1897.[2]

Belletristik
- Die Macht der Liebe. Erzählung. Hirsch, Konstanz 1896.
- Der gute Hirte. Eine Erzählung für Jung und Alt. Hirsch, Konstanz 1896.
- Die wiedergefundene Bibel. Erzählung. 1896.[3]
- Der Zillerthaler und sein Kind. Erzählung. Hirsch, Konstanz 1897.
- Die beiden Freundinnen. Erzählung für Jung und Alt. Hirsch, Konstanz 1897.
- Die Holzhauers-Familie. Erzählung für Jung und Alt. Hirsch, Konstanz 1897.
- Weihnachtsblüten. Zwei Erzählungen. Stuttgart 1899.
- Der kleine Ludwig. Nach einer wahren Begebenheit erzählt. Christliches Verlagshaus, Stuttgart 1900.
- Im Gehorsam des Glaubens. Erzählung. 1891.[4]
- Gehe hin mit Frieden! Deutsche Evangelische Buch- und Tractat-Gesellschaft, Berlin 1901.
- Drei Theaterstücke. (Enthält: Die Vereinssitzung; Der Honigdoktor; Zwist und Sühne.) 1902.[5]
- Die gesegnete Kur. Erzählung. 1903.[6]
- Sicher in Jesu Armen! Erzählungen. Deutsche Evangelische Buch- und Tractat-Gesellschaft, Berlin 1907.
- Von Gott zu Gott. Hirsch, Konstanz 1920. (Digitalisat)